# Miami Ink
Miami Ink foi um reality show que se passa em um estúdio de tatuagem, com o mesmo nome, e tem como protagonistas os artistas Ami James, Chris Nuñez, Kat Von D, Chris Garver, Darren Brass e do aprendiz Yoji Harada. Foi ao ar em 2005 e durou até 2008.
No Brasil, o reality show era exibido pelo extinto People and Arts. Atualmente é exibido pelo canal TLC.

## Sinopse
O programa exibe o processo de trabalho dos tatuadores desde que recebem a ideia dos clientes até ao resultado final. É mostrado a história e motivações das tatuagens com base em depoimentos dos próprios clientes.
Yoji Harada é o aprendiz de Ami e faz todo o trabalho 'pesado' da loja como limpeza, organização, limpeza de tubos, preparação de tintas e agulhas bem como curativos e outros pequenos serviços.
Kat Von D começa a participar do programa ainda na primeira temporada devido a um acidente em que um dos tatuadores, Darren, fica incapacitado de trabalhar por algumas semanas. Ela entra em seu lugar para substitui-lo e acaba ficando. Atualmente, Kat está fora do Miami Ink. Saiu para criar um programa só seu: LA Ink
Ami narra a maioria dos episódios e Chris Nuñez eventualmente faz participações nesse sentido. O tema musical do programa é "Funky Kingston" da banda jamaicana "Toots and the Maytals".

## Membros do programa
- Ami James: Nascido em Israel, no dia 23 de Abril de 1973, Ami tem 41 anos, é solteiro e vive em Miami desde os 12. Como sua família toda vive em Israel, seus amigos representam sua família. Amante de carros, pintura e artes marciais, Ami é temperamental e implacável, principalmente com o pobre aprendiz, Yoji.

Ami pediu que lhe tatuassem um dragão, aos 15 anos. Desde então, são mais de 40 tatuagens e desenhos em seu corpo. Aos 20 anos ele começou a tatuar em sua própria casa e logo se tornou aprendiz, para então se consolidar na profissão. Em sua opinião, sempre controvertida, muitos dos artistas atuais não mostram respeito pelas tradições das tatuagens.
Ami é proprietário do estúdio juntamente com Chris Nuñez. James é também sócio na DeVille USA, uma empresa de design de roupas, com Nuñez e Jesse Fleet, e da casa noturna de Miami Love/Hate com Nuñes e mais dois amigos. Ele também criou designs para o Motorola RAZR V3.
- Chris Garver: Aos 34 anos, Chris é o veterano do grupo. Além de ser o mais velho, foi o primeiro a se consolidar na arte da demografia. Cresceu em Pittsburg e recebeu sua primeira tatuagem aos 6 anos, quando acidentalmente enfiou um lápis no dedo. Aos 15 fez sua primeira tatuagem profissional e aos 17 vendeu sua guitarra para adquirir seu primeiro equipamento de tatuagem.

Chris é reconhecido como um dos melhores tatuadores do mundo. Com uma clientela repleta de celebridades e uma longa lista de espera, seu trabalho estabelece os parâmetros para o restante da equipe do Miami Ink. Apesar de ser respeitado e venerado por todos, ele se mantém humilde, mas sem tolerar trabalhos feitos às pressas.
Quando não está trabalhando, ele gosta de tocar baixo. Chris se define como "um sentimental" que adora viajar pelo mundo e escutar bandas ao vivo. Sua tatuagem preferida é a que realizou na Tailândia em 2005, uma passagem budista que só pode ser lida pelos monges e que fala de "proteção".
- Christopher Nuñez: De ascendência cubana, Chris nasceu no dia 6 de abril de 1972, tem 42 anos e cresceu em Miami. Com o agravante de ser solteiro, sua paixão pelas mulheres - conquistador e tem fama de ter várias namoradas, ele é conhecido como "amante latino" - só perde para a sua total entrega às tatuagens. Tornou-se tatuador logo que começou sua carreira como grafiteiro. Ele trabalhou até no ramo da construção, um ofício que colocou a disposição de "Miami Ink", quando o local foi renovado.

O pai de Chris faleceu quando ele era ainda muito jovem e foi aí que decidiu fazer sua primeira tatuagem, aos 16 anos, que levaria os nomes de seus pais. Apesar de os golpes da vida terem endurecido Chris, ele tem um grande senso de humor e nada o impediu de perseguir seus sonhos e se tornar um grande tatuador. Adora se divertir e ser a alma das festas. Viajou por toda a Europa, morou 5 anos no Brasil. Apaixonado por sapatos e roupas, gasta parte de seu dinheiro renovando o guarda-roupa. Fala várias línguas, entre elas: inglês, espanhol e português.
- Darren Brass: Cinco minutos depois de conhecer Darren, fica claro de que se trata de uma pessoa muito meiga. Com seu caráter doce e um sorriso que desarma qualquer um, ele tranquiliza seus clientes novatos e mais ansiosos. Por ser tão "baixo", é alvo de sarcasmos e trotes de seus companheiros do Miami Ink, principalmente de Ami.

Darren nasceu em Connecticut. Metade irlandês e metade polonês, ele é diabético e por isso deve vigiar constantemente sua saúde, razão pela qual se concentra em viver cada dia em total plenitude. E como nenhum deles fica calado ou quieto quando é hora de se divertir, a Darren não resta outra coisa senão acompanhar o trem. Coberto de tatuagens, Darren tem 33 anos, é casado e tem um cachorrinho como seu "filho virtual". Ele recebeu sua primeira tatuagem quando completou 18 anos.
- Yojiro "Yoji" Harada: Nativo de Tóquio, Yoji, 32 anos, é o aprendiz do grupo e está coberto de tatuagens (algumas foram elaboradas pelos seus próprios "professores"), apesar de que, no Japão, ter os braços cheios de tatuagens está relacionado à Yakuza, máfia japonesa. Por isso, quando volta para casa, é temido e respeitado, apesar de que em Miami ocupa o último lugar na hierarquia.

Como aprendiz do grupo, ele limpa, serve café e aguenta todos os tipos de piadas consideradas imprescindíveis para se graduar como "mestre". Yoji, casado recentemente, tem um bebê. Viveu no Japão até os 24 anos, e ele mesmo fez sua primeira tatuagem. Também é cantor de uma banda de punk rock.
- Kat Von D: Ela adiciona um toque especial ao grupo de Miami. No início, trabalhou no Miami Ink substituindo Darren Brass enquanto ele se recuperava. Kat, 24 anos, realizou sua primeira tatuagem aos 14 anos e, desde então, continua apaixonada por essa arte. Ela começou a trabalhar aos 16 anos e colabora com Chris Garver há mais de um ano. Ela acredita que esta experiência tem sido uma das mais educacionais de sua vida.

Kat sente atração por tatuagens realistas e o seu estilo pessoal é voltado para retratos e realismo, geralmente em um dégradé de preto e cinza. Kat adora tocar piano clássico e música heavy metal, e é conhecida como seus amigos íntimos como a maior farrista no oeste do Mississippi.
Atualmente, Kat está fora do Miami Ink. Saiu para criar um programa só seu: LA Ink.

## Personalidades famosas que participaram do programa
- Diablo Dimes - músico - por Darren Brass
- Evan Seinfeld - músico da banda Biohazard por Chris Garver
- Sunny Garcia - surfista profissional - por Ami James
- Mark Zupan - participou do documentário Murderball - por Ami James
- H2O - 3 membros da banda foram tatuados.
- Bam Margera - skatista profissional - por Kat Von D
- Phil Varone - ex-baterista da banda Skid Row - por Darren Brass
- Ville Valo - vocalista da banda HIM - por Kat Von D
- Harold Hunter - skatista profissional de Nova Iorque que participou do filme Kids. Fez sua primeira e última tattoo pois faleceu algumas semanas mais tarde em Nova Iorque.
- Lloyd Banks - rapper da G-Unit - por Chris Garver.
- Fieldy - baixista da banda Korn - por Darren Brass.